# Novoferm GmbH
Novoferm GmbH er en leverandører af stål- og branddøre, industrielle porte, logistiksystemer samt garageporte til både private og erhverv. Novoferm GmbH blev grundlagt i 1955 som Isselwerk Werth i Isselburg-Werth, Tyskland. Novoferm group producerer forskellige steder i Europa og Asien, og sælger sine produkter via datterselskaber og partnere, heribland Novoferm Danmark ApS. Novoferm beskæftiger på verdensplan over 2500 medarbejdere.

## Virksomhedens Historie
| Årstal  | |
| ------- | --- |
| 1955    | Isselwerk Werth GmbH etableret i Isselburg-Werth                                                                |
| 1962    | Metalltürenwerke etableret i Haldern                                                                            |
| 1970    | Sammenlægning af begge produktionsanlæg under Isselwerk GmbH & Co. KG Hoesch AG erhverver en ejerandel på 25%   |
| 1990    | Selskabet er overtages af Hoesch AG                                                                             |
| 1991    | Erhvervelse af garageport produktionsanlæg i Frankrig                                                           |
| 1992    | Navn ændret til Novoferm GmbH Erhverhvelse af garageport produktionsanlæg i Holland                             |
| 1993    | Start på gradvis erhvervelse af Siebau Siegener, Stahlbauten GmbH og Riexinger Türenwerke GmbH                  |
| 1993/94 | Salsselskaber etableret i Polen, Ungarn og Schweiz                                                              |
| 1995    | Etablering af Novoferm Belgium NV Salgsselskab etableret i Grækenland                                           |
| 1996    | Erhvervelse af Schievano Srl / Italien Joint venture med Novoferm ALSAL / Spanien                               |
| 1997/98 | Salgsselskaber etableret i Storbritannien, Rumænien og Tjekkiet Erhvervelse af Lutermax SA / Frankrig           |
| 1998    | Produktionsanlæg åbner i Dortmund som et af Europas mest moderne ledhejseporte fabrikker                        |
| 1999    | Erhvervelse af Novoferm tormatic GmbH (drive-teknologi)                                                         |
| 2000    | Joint venture med Dong Bang Steel Door Inc./Korea                                                               |
| 2003    | Salgsselskaber etableret i Danmark, Kroatien, Østrig Novoferm Group opkøbes af japanske Sanwa Shutter Group     |
| 2004    | Erhvervelse af TST Tor System Technik GmbH Salgsselskaber etableret i Rusland, Slovenien og Bulgarien           |
| 2005    | Joint venture med ThyssenKrupp Elevators, Kina Etablering af Novoferm (Shanghai) Co. Ltd.                       |
| 2006    | Erhvervelse af bemo Brandschutzsysteme GmbH Etablering af Novoferm Door (Polen)                                 |
| 2008    | Etablering af DSS Docking Solution und Service GmbH                                                             |
| 2010    | Etablering af Novoferm Vertriebs GmbH                                                                           |
| 2012    | Etablering af Novoferm Spare Parts GmbH Joint venture med Hobbs Industries og The Garage Door Company i England |
| 2014    | Erhvervelse af Alpha DeurenInternational B.V.                                                                   |
| 2016    | Novoferm overtager franske Norsud Group                                                                         |

## Novoferm i Danmark
Salgsselskabet Novoferm Danmark ApS har hovedsæde i Toftlund. Hovedkontoret, og den centrale administration af Novoferm GmbH, ligger i Rees i Niederrhein. Tyske produktionsanlæg er placeret tæt på Rees, i Isselburg, Dortmund og Brackenheim.
Novoferm er i Europa og Asien repræsenteret med 14 produktionsanlæg og 25 salgsselskaber og partnere.

## Produkter
Novoferm er en af de største europæiske leverandører af døre[kilde mangler], garageporte, rammepartier og drev, herunder blandt andet:
- Drev og tilbehør
- Garageporte, ledhejseporte, vippeporte
- Ståldøre, branddøre og brandporte
- Døre og rammepartier i glas, alu- og stål-profilsystemer.
- Industriporte, industrielle gang- og sidedøre, rulleporte, hurtigporte og brandskydeporte.
- Logistiksystemer, hydrauliske og mekaniske læsseramper, slusehuse, porttætninger og buffersystemer